# Smyriodes aspera
Smyriodes aspera är en fjärilsart som beskrevs av Walker 1865. Smyriodes aspera ingår i släktet Smyriodes och familjen mätare. Inga underarter finns listade i Catalogue of Life.